# Pipreola
Pipreola és un gènere d'ocells de la família dels cotíngids (Cotingidae). Agrupa a espècies natives del nord i occident d'Amèrica del Sud, on es distribueixen des de les muntanyes costaneres del nord de Veneçuela, principalment a través de la serralada dels Andes de Colòmbia, Equador, fins al sud-est del Perú i oest de Bolívia. Una espècie (P. whitelyi) habita les tepuies del sud de Veneçuela, Guyana i extrem nord del Brasil.

## Descripció
Són ocells corpulents amb el dors predominantment verd. Els mascles de moltes espècies tenen el cap negre i la gola, el pit o el ventre acolorits de vermellós, ataronjat o groc. De mida força variable, mesuren entre 13 cm (la petita, P. chorolepidota) i 23 cm (la grossa, P. arcuata) de longitud, el bec i potes són generalment d'alguna tonalitat vermellosa. Poden romandre en solitari, en parella i la majoria de les espècies acompanya regularment estols mixtos.
Són ocells letàrgics i, malgrat la coloració brillant, gairebé és difícil de veure-les. Les vocalitzacions ajuden a localitzar-les però al ser de timbre agut, usualment són difícils de seguir fins la font.

## Taxonomia
El gènere Pipreola va ser introduït el 1838 pel naturalista anglès William Swainson per donar cabuda a una sola espècie, la cotinga gorja-roja. El nom del gènere és un diminutiu llatí del gènere Pipra que va ser introduït el 1764 per Carl Linnaeus, fent palesa alguna mena d'afinitat entre ells.
Berv & Prum (2014) van elaborar una extensa filogènia per a la família Cotingidae reflectint moltes de les divisions anteriors i incloent-hi noves relacions entre els tàxons, on es proposa el reconeixement de cinc subfamílies. D'acord amb aquesta classificació, Pipreola pertany a una subfamília Pipreolinae (Tello, Moyle, Marchese & Cracraft, 2009) juntament amb Ampelioides. El Comitè de Classificació de Sud-americà (SACC) espera propostes per modificar la seqüència linear dels gèneres i reconèixer les subfamílies. El Comitè Brasiler de Registres Ornitològics (CBRO), a la Llista dels ocells del Brasil - 2015 ja adopta aquesta classificació.
Segons la Classificació del Congrés Ornitològic Internacional (versió 15.1, 2025) aquest gènere està format per 11 espècies:
- Pipreola chlorolepidota - cotinga gorja-roja.
- Pipreola frontalis - cotinga pit-roja.[nota 1][11][12]
- Pipreola formosa - cotinga formosa.
- Pipreola whitelyi - cotinga degollada.
- Pipreola lubomirskii - cotinga pitnegra.
- Pipreola jucunda - cotinga de gorja taronja.
- Pipreola pulchra - cotinga emmascarada.
- Pipreola aureopectus - cotinga de pit daurat.
- Pipreola arcuata - cotinga barrada.
- Pipreola intermedia - cotinga cua-ratllada.
- Pipreola riefferii - cotinga verd-i-negra.[nota 2][7]